# Сентімо
Се́нтімо (ісп. Céntimo) —  розмінна монета ряду  іспано- і  португаломовних країн. Назва походить від  латинського Centum, що означає «сто».
В даний час є сотою частиною наступних валют.
- Кванза
- Костариканський колон (між 1917 і 1920 як розмінна монета використовувався сентаво)
- Парагвайський гуарані
- Новий соль, також використовувався в Перу поряд з  перуанським солем і  інті.
- Філіппінський песо, також використовувалися сентаво.
- Болівар
- Добра Сан-Томе і Принсипі

Раніше сентімо був розмінною монетою наступних валют.
- Іспанська песета до введення євро.
- Мозамбіцький метікал.